# 보통의 재화
《보통의 재화》는 2021년 12월 17일에 방영한 《KBS 드라마 스페셜 2021》 시리즈 중 여덟 번째 작품이다.

## 줄거리
불운의 아이콘 김재화는 태어날 때부터 ‘재수 없는 년’ 소리를 들어왔다. 누구보다 열심히 성실하게 살아왔다고 자부했지만, 행운의 여신은 유독 그녀만 피해 갔다. 의사로부터 공황장애란 진단을 받고 약을 먹어야 한다는 말에 문득 억울한 생각이 든다. 왜 자신이 고통을 받아야 하는지 이해가 되지 않는다. 더도 덜도 말고 자신에게 상처를 안겨 준 사람들에게 딱 받은 만큼만 상처를 주기로 결심한다.

## 등장 인물

### 주요 인물
- 곽선영 : 김재화(30대 중반) 역 - 쇼핑몰 텔레마케터
- 최대훈 : 최병모(30대 중반) 역 - 정신건강의학과 전문의
- 김나연 : 안희정(15세) 역 - 중학생 2학년

### 주변 인물
- 강애심 : 최경미(60대 초반) 역 – 재화의 어머니
- 최홍일 : 김준호(60대 초반) 역 – 재화의 아버지 (특별출연)
- 오동민 : 하정우(30대 중반) 역 – 실내 건축 디자이너, 재화의 대학동아리 선배이자 첫사랑
- 오혜원 : 박수진(30대 중반) 역 - 정우의 아내, 재화의 대학교 시절 절친한 친구

### 그 외 인물
- 장원혁
- 민정섭
- 차정현
- 이예주
- 김에스더
- 박선주
- 구민주
- 이세랑 (사진 출연)

### 우정출연
- 서진원
- 채민희
- 엄이준